# Tuaikaepau

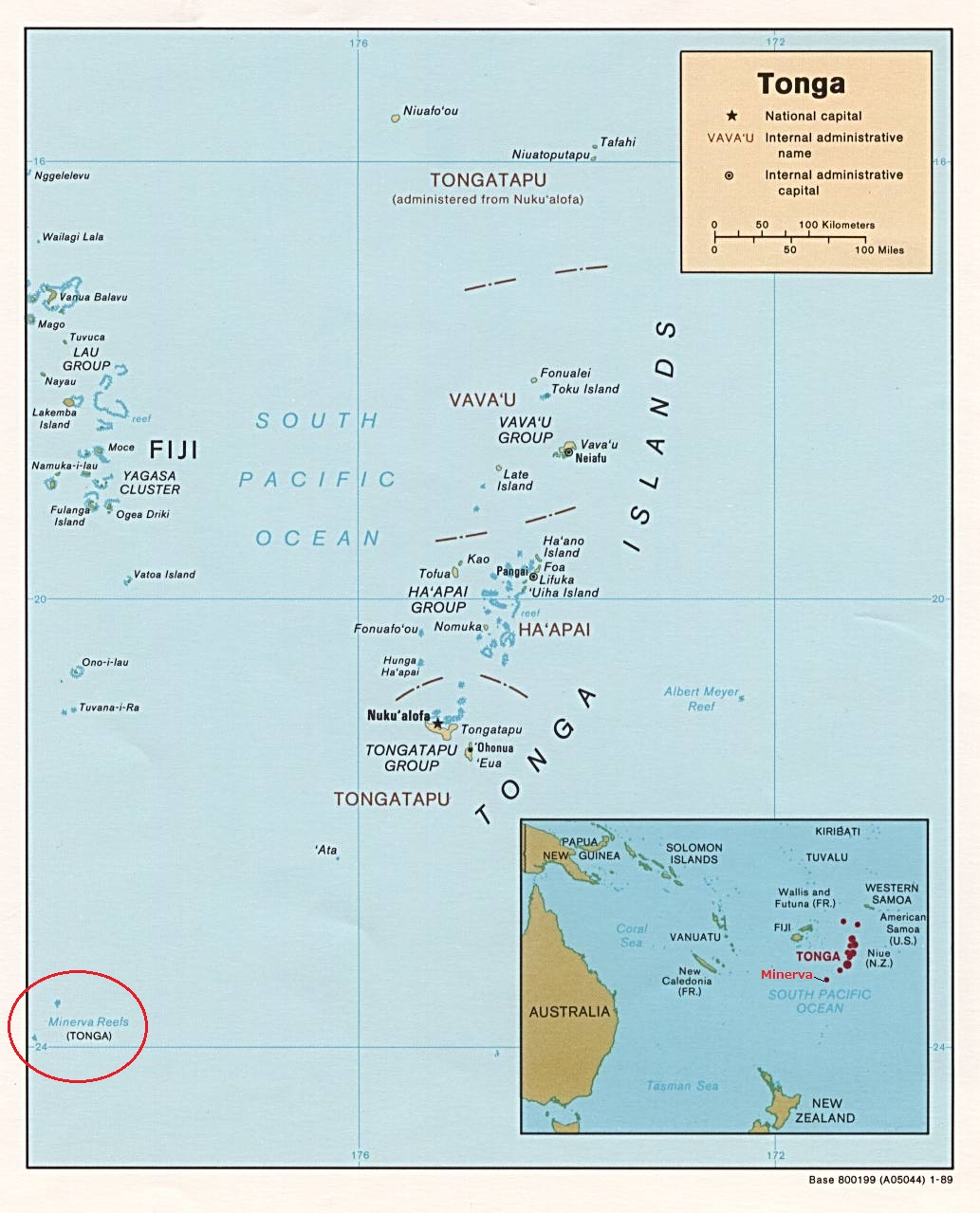
Localisation des récifs de Minerva par rapport aux Tonga et aux Fidji.

Le Tuaikaepau est un cotre tongien de vingt tonnes qui s'est échoué sur les récifs de Minerva le 6 juillet 1962, alors qu’il faisait route depuis les Tonga vers Auckland en Nouvelle-Zélande. Les sept membres d'équipage et les dix passagers trouvent refuge dans l'épave d'un navire de pêche japonais. Les conditions de vie sont difficiles, avec peu d'eau potable, de la nourriture en quantité limitée, sans possibilité de contacter l'extérieur. Au bout de trois mois, le capitaine, son fils et le charpentier quittent le récif en radeau et atteignent les Fidji. Quelques jours plus tard, les survivants sont secourus et rapatriés. Ils ont passé cent un jours sur le récif. Cinq personnes ont trouvé la mort dans l’aventure.

## Historique

### Échouage

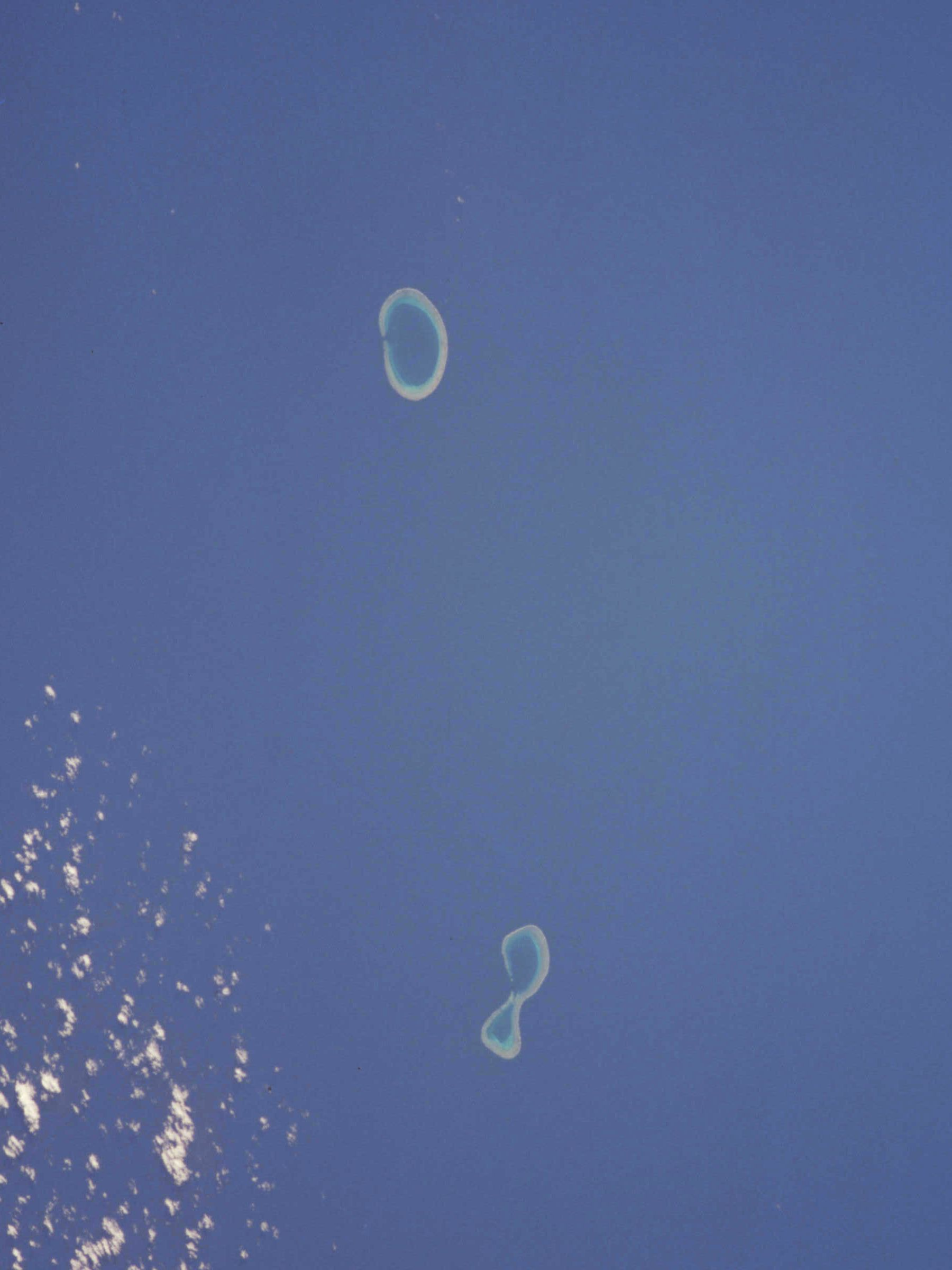
Les récifs de Minerva, où s'échoue le Tuaikaepau en 1962.

Le Tuaikaepau (dont le nom en tongien signifie « lentement mais sûrement ») quitte les Tonga le 4 juillet 1962, avec sept membres d'équipage et dix passagers, à destination d'Auckland en Nouvelle-Zélande. Deux jours plus tard, le Tuaikaepau s'échoue sur les récifs de Minerva, à 430 kilomètres au sud des Tonga. 

### Survie
L'équipage et les passagers doivent survivre avec de petites rations de nourriture et d'eau potable. Ils s'installent dans l'épave d'un navire de pêche japonais échoué depuis deux ans. L'épave, fortement inclinée, les protège des intempéries et du froid. Sans électricité, la radio de bord est inutilisable. Toutefois, le matériel de pêche permet aux Tongiens de se nourrir de poissons, d'écrevisses, de requins ou d'huîtres. Ils récupèrent également des bottes. Par contre, l'équipage japonais est parti en emportant toute la nourriture. 
À l'aide d'une allumette trouvée dans le bateau japonais, les Tongiens allument un feu et l'entretiennent en permanence avec du bois du navire. Cela leur permet notamment de faire bouillir l'eau de mer dans un baril pour obtenir de l’eau potable. Ils récupèrent également du matériel issu de précédents naufrages. Ils se nourrissent des poissons et animaux marins présents dans le récif mais, en l'absence de toute végétation, ils sont privés de vitamine C. 
Une petite bande de corail émerge à marée basse, mais la plupart du temps le récif est entièrement submergé. 
Les naufragés survivent pendant 90 jours sur les récifs, sans qu'aucun navire ou avion ne passe dans les parages : l'endroit se situe en dehors des routes commerciales. Après avoir trouvé de la peinture, ils peignent en blanc les lettres SOS sur la coque du navire japonais et envoient des planches au large avec un message de détresse. Fin juillet, le capitaine Fifita demande à ses hommes de réaliser une trentaine de planches plus élaborées et munies d'une petite voile, afin d'augmenter les chances que leur message soit vu et reçu. 
Les conditions de vie sont difficiles : le navire japonais est fortement penché, empêchant de dormir correctement. Les tensions s'accumulent parmi l'équipage. La religion permet cependant aux hommes de tenir : ils récupèrent la Bible présente sur le Tuaikaepau et, tous les jours, le capitaine Fifita mène la prière collective. 
Début août 1962, un mois après son échouage, le Tuaikaepau est officiellement déclaré disparu. Les recherches aériennes se concentrent sur les îles Kermadec, et prennent fin après quelques jours. 

### Sauvetage
Fin août 1962, le capitaine David (Tevita) Fifita ordonne la construction d'un radeau, avec l'aide du charpentier Tevita Uaisele. Tous participent à sa construction avec le peu d'outils disponibles, sauf six hommes malades et trop affaiblis. Début octobre 1962, trois personnes décèdent. Leurs corps sont immergés dans le lagon. 
Le radeau, baptisé Malolelei, quitte le récif le 7 octobre 1962 avec Fifita, son fils Sateki et Uaisele. Après une semaine de navigation, les trois hommes atteignent Kadavu, une île des Fidji. Leur embarcation est renversée par les vagues et, en nageant jusqu'à la plage, Sateki se noie. Fifita et Uaisele sont secourus par les villageois et donnent l'alerte sur leurs compagnons. Un hydravion des forces aériennes royales néo-zélandaises décolle des Fidji et survole le récif de Minerva de nuit, larguant de la nourriture. Le lendemain, les onze survivants (un quatrième naufragé est mort entre temps) sont secourus par cet hydravion et amenés à Suva, capitale des Fidji. Ils sont ensuite rapatriés à Nuku'alofa quelques jours plus tard, où ils sont accueillis triomphalement par la population et reçus par la reine Sālote Tupou III. Au total, ils ont passé cent un jours sur le récif.  
La reine des Tonga Sālote Tupou III proclame un jour férié national au retour des marins et écrit un poème en leur honneur. Quatre ans plus tard, en 1966, Tevita Fifita retourne aux récifs de Minerva et plante un drapeau tongien, un acte s'apparentant à une annexion de ce territoire disputé par les Tonga et les Fidji.

## Filmographie
En 2020, James Taumoepeau réalise un film documentaire retraçant l'histoire du Tuaikaepau avec des interviews de survivants.